# オングストローム
オングストローム（典: ångström、英: angstrom、記号:Å）は、長さの非SI単位である。原子や分子の大きさ、可視光の波長など、非常に小さな長さを表すのに用いられる。
1 Åは10−10m = 0.1ナノメートル(nm) = 100ピコメートル(pm) と定義されている。原子や分子の大きさ、また可視光の波長は数千オングストロームというオーダーとなることから、分光学などにおいて数値的に都合がよく、かつては広く使われていた。しかし、2019年以降の国際単位系はこの単位の使用を認めていない（後述）。
日本の計量法では「電磁波の波長、膜厚又は物体の表面の粗さ若しくは結晶格子に係る長さの計量」にのみ使用することができる法定計量単位である、それ以外の用途（取引、証明）に用いることはできない。
SI単位ではないため、理化学分野、工業分野、教育分野で積極的に使われることはないが、その利便性によって今日でもオングストロームを用いることがある。

## 記号
オングストロームの記号は、日本の計量法でも国際単位系（SI）でも同じであり、それは、大文字の「A」の上部に小さいリングを付したものである。

## 国際単位系における位置づけ
単位オングストロームの、国際単位系(SI)の正式文書における位置付けは次のように変遷している。現行の第9版（2019年）においては、オングストロームについては全く記載がなく、したがってSI単位と併用することはできない（SI併用単位#その他の非SI単位の削除）。
- 第1版（1970年）～第6版（1991年）：分野や国によっては、CIPMがその使用がもはや不必要と考えるまでは、暫定的にSIと併用できる単位。
- 第7版（1998年）：SIとの併用が許容される非SI単位
- 第8版（2006年）：様々な理由により特定の分野で使用されている非SI単位。ただし、単位の定義をSI単位で与えなければならない。
- 第9版（2019年）現行版[4]：一切の記載がない。

## 歴史

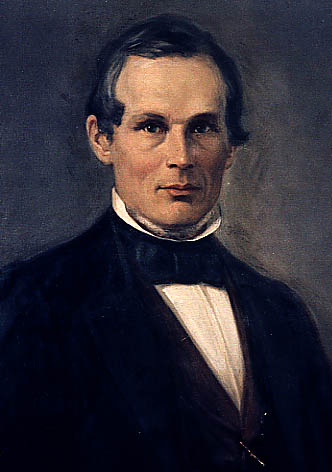
アンデルス・オングストローム

分光法の先駆者であるスウェーデンの物理学者アンデルス・オングストロームが、1868年に 10-10 m を単位として使ったことに由来する。ただし、特に単位名称は名づけなかった。のちに、その単位がオングストローム単位 (ångström unit) と呼ばれ、さらにオングストロームと略されるようになった。
オングストロームが使った単位は 10−10 m であったが、当時メートル原器で定義されていたメートルより高精度の長さの単位が分光学では必要とされていた。そのため、1907年、国際天文学連合 (IAU) が初めてオングストロームを国際標準として定めたとき、国際オングストローム (international ångström) を、「カドミウムの赤線の指定条件下における波長の1/6438.4696」と再定義した。1927年に国際度量衡局 (BIPM) もこれを採用した。メートルの精度が低かった時代は、この定義は 10-10 m とする定義と矛盾することはなかった。
1960年、メートル自体もクリプトンの橙色線の波長から分光学的に再定義され、国際オングストロームと同等の精度を持つようになった。しかし、国際オングストロームを新しく定義されたメートルで表すと、1.0000002×10-10 m となったため、10-10 m とされるオングストロームと2つのオングストロームが並立することとなった。

## 符号位置
| 記号 | Unicode | JIS X 0213 | 文字参照              | 名称                                   |
| ---- | ------- | ---------- | --------------------- | -------------------------------------- |
| Å    | U+212B  | 1-2-82     | &#x212B; &#8491;      | オングストローム ANGSTROM              |
| Å    | U+00C5  | 1-9-18     | &Aring; &#xC5; &#197; | LATIN CAPITAL LETTER A WITH RING ABOVE |

オングストロームの単位記号 "Å" はリング付きの大文字A "Å" に由来するが、UnicodeやJIS X 0213ではそれぞれ別の文字として定義されている。なお、JIS X 0208にはオングストローム記号のみが2区82点に定義されている。Unicodeのオングストローム記号は、既存の文字コードとの互換性のために用意されている互換文字である。Unicode標準では、この文字の代わりに「LATIN CAPITAL LETTER A WITH RING ABOVE（リング付きの大文字A）」を使うことを推奨している。「次の3つの文字様記号は、普通の文字と正準等価である: U+2126 Ω ohm sign, U+212A K kelvin sign, and U+212B Å angstrom sign。これら3つの全ての文字については、普通の文字が使われなければならない。」